# Mooz Dance
Mooz Dance este un post de televiziune care aparține companiei MoozTV SRL și este distribuit național și internațional. Postul emite muzică electronică 24/24. Poate fi recepționat în toate rețelele de televiziune prin cablu și satelit din România și online. 
Inițial postul a fost numit Mooz Dance HD dar o data cu lansarea versiunii SD postul a schimbat numele in Mooz Dance.
Postul emite atât SD cât și HD (Mooz Dance HD).
Pe lângă Mooz Dance, compania mai deține și canalele Mooz Ro (muzica romaneasca) și Mooz Hits (Hiturile momentului).